# Теплице
Теплице (чеш. Teplice) град је у Чешкој Републици, у оквиру историјске покрајине Бохемије. Теплице је четврти по величини град управне јединице Устечки крај, у оквиру којег је седиште засебног округа Теплице.
Град Теплице су позната бања у Чешкој Републици.

## Географија
Теплице се налазе у северном делу Чешке републике, близу границе са Немачком. Град је удаљен од 90 km северозападно од главног града Прага, а од оближњег Уста на Лаби 20 km западно.

### Рељеф
Теплице се налазе у северном делу историјске области Бохемије. Град се налази у долини реке Билине на приближно 220 m надморске висине. Град са севера оружују Крушне горе (граничне ка Немачкој), и Чешко средогорје јужно.

### Клима
Клима области Теплица је умерено континентална.

### Воде
Град Теплице се налази на реци Билини, која овде тече долински.

## Историја
Подручје Теплица било је насељено још у доба праисторије. Насеље под данашњим називом први пут се у писаним документима спомиње у 762. године као словенско насеље, а насеље је у 12. веку добило градска права. Тада су град и његово подручје били насељено немачким становништвом.
1919. године Теплице је постао део новоосноване Чехословачке. 1938. године Теплице, као насеље са немачком већином, је оцепљено од Чехословачке и припојено Трећем рајху у склопу Судетских области. После Другог светског рата месни Немци су се присилно иселили из града у матицу. У време комунизма град је нагло индустријализован. После осамостаљења Чешке дошло је до опадања активности тешке индустрије и до проблема са преструктурирањем привреде.

## Становништво
Теплице данас има око 53.000 становника и последњих година број становника у граду стагнира. Поред Чеха у граду живе и Словаци и Роми.

## Галерија
- Градска већница
- Градска црква
- Дворски трг
- ботаничка башта